# Diocèse de Comminges
Ne pas confondre avec l'actuel archidiocèse de Toulouse, Comminges et Rieux.
Le diocèse de Comminges (en latin : Dioecesis Convenarum ; en occitan : diocèsi de Comenge) est un ancien diocèse de l'Église catholique en France situé en Comminges.

## Histoire
Au XIIe siècle, durant son long pontificat (1083-1123), l'évêque Bertrand de l'Isle-Jourdain édifia une église sur le rocher dominant Lugdunum Convenarum. 
Le diocèse souffrit ensuite de l'hérésie albigeoise, notamment dans le Val d'Aran : elle fut combattue par les évêques de Comminges issus de l'université de Toulouse. Philippe le Bel céda le Val d'Aran au roi d'Aragon, mais cette vallée continua d'appartenir au diocèse de Comminges.
Lorsque Bertrand de l'Isle-Jourdain fut canonisé par le pape Clément V, ancien évêque de Comminges lui aussi (1295-1299), en 1309, Lugdunum Convenarum prit le nom de Saint-Bertrand-de-Comminges et fut doté d'une nouvelle cathédrale.
Au moins cinq évêques de Comminges étaient également de la famille des comtes de Comminges. 
Durant le grand Schisme, le diocèse de Comminges suivit unanimement les papes d'Avignon.
Lors des guerres de religion, plusieurs pillages eurent lieu par des bandes huguenotes issues de Navarre. Des affrontements eurent lieu entre l'évêque Pierre d'Albret (1561-1567), nommé par Pie IV qui espérait ainsi maintenir la Navarre dans le catholicisme, et sa nièce Jeanne d'Albret, reine de Navarre convertie au protestantisme en 1560. Se plaçant sous la protection du roi d'Espagne, Pierre d'Albret se retira ensuite et son siège épiscopal fut attribué à Charles III de Bourbon, fils naturel du roi consort de Navarre Antoine de Bourbon, resté catholique (1569-1579).
Après cette période troublée, la restauration religieuse du diocèse s'opéra ensuite grâce à de bons évêques comme Barthélémy de Donadieu (1625-1637). Un séminaire fut créé et confié aux jésuites, une maison d'éducation pour les filles, un hôpital et des bureaux de charité dans la campagne furent installés.
En 1786, le diocèse comptait 160 000 fidèles, 231 cures et 523 prêtres.
Le diocèse fut supprimé par la Constitution civile du clergé et ne fut pas rétabli à la suite du consulat de 1801. Le dernier évêque de Comminges, Antoine Eustache d'Osmond, (1785-1801), donna sa démission et fut nommé par Napoléon évêque de Nancy. Par la bulle Qui Christi Domini du 29 novembre 1801, le pape Pie VII répartit son territoire entre l'archidiocèse de Toulouse et le diocèse de Bayonne.

## Territoire
Le diocèse confinait : au nord, avec les diocèses d'Auch et de Lombez ; à l'est, avec ceux de Rieux et de Couserans ; au sud, avec ceux de Huesca et Barbastro, en Aragon, et d'Urgell, en Catalogne ; et, à l'ouest, avec celui de Tarbes.
Onze paroisses relevaient de la généralité de Toulouse et l'intendance de Languedoc.